# Tucumcari
Tucumcari település az Amerikai Egyesült Államok Új-Mexikó államában, Quay megyében, melynek megyeszékhelye is. Lakosainak száma 5278 fő (2020. április 1.).

## Népesség
A település népességének változása:
| Lakosok száma | 5989 | 5363 | 5278 |
|               | 2000 | 2010 | 2020 |